# El caballo blanco (película)
El caballo blanco es una película de comedia musical, drama y wéstern de 1962, en coproducción hispano-mexicana, dirigida por Rafael Baledón y protagonizada por Joselito, Antonio Aguilar, Sara García y Luz María Aguilar.
La discográfica RCA editó un sencillo con cuatro canciones de la película: "El emigrante", "Princesita", "Lucerito" y "El pastor".

## Sinopsis
Reclamado por su abuela, Joselito viaja desde España a México para reencontrarse con ella. De camino a su casa, el carruaje en el que viaja es asaltado por unos bandidos. Joselito logra escapar y, deambulando sin rumbo fijo, se encuentra con Antonio, un caballista que tiene por oficio el de jugador del azar, y se hacen muy amigos.

## Reparto
- Joselito	...	Joselito
- Antonio Aguilar ... Antonio Cueto
- Sara García ... Doña Refugio
- Luz María Aguilar	...	Julieta Aranda
- David Reynoso
- Florencio Castelló ... Félix
- Eleazar García "Chelelo"
- Emilio Garibay
- Rafael Banquells Jr.
- Carlos Suárez
- Armando Acosta
- José Pardavé
- Rubén Márquez